# Siim Kallas
Siim Kallas (n.Tallin, República Socialista Soviética de Estonia, 2 de octubre de 1948) es un político estonio. Ha ejercido como primer ministro de Estonia y como miembro de la Comisión Europea.

## Trayectoria política
En la primera Comisión Barroso fue uno de sus vicepresidentes y comisario de Administración, Auditoría y Lucha contra el Fraude. En la segunda Comisión Barroso, fue también vicepresidente de la Comisión y ejerció como Comisario de Transporte.
Ha ocupado diversos cargos a lo largo de su vida política, destacando el puesto de primer ministro de Estonia, además de varios ministerios. Ha sido miembro del Riigikogu por el liberal Partido Reformista Estonio.

## Cronología
- 1991 - 1995: Presidente del Banco de Estonia.
- 1995 - 1996: Ministro de Asuntos Exteriores.
- 1999 - 2002: Ministro de Finanzas.
- 2002 - 2003: Primer ministro de Estonia.
- 2004 - 2009: Comisario Europeo de Administración, auditoría y lucha contra el fraude.
- 2009 - 2014: Comisario de Transportes.